# Gerd Jungkunz
Gerd Jungkunz (* 6. September 1946 in Fürth) ist ein deutscher Mediziner für Psychiatrie, Psychotherapie, Neurologie und Geriatrie und emeritierter Professor der medizinischen Fakultät der Julius-Maximilians-Universität Würzburg. Er prägte als Ärztlicher Direktor maßgeblich die Entwicklung der psychiatrischen Fachklinik in Lohr (Bezirkskrankenhaus Lohr).

## Leben
Gerd Jungkunz wurde 1946 in Fürth in Bayern als 4. Kind eines Zahnarztes geboren. Nach seinem Abitur im Sommer 1966 am Marie-Therese-Gymnasium in Erlangen studierte er an der Universität zu Köln und der Technischen Universität München Medizin, dass er im Dezember 1972 mit dem Staatsexamen abschloss. Im Wintersemester 1966/67 wurde er beim Corps Silingia Breslau zu Köln aktiv.
Seine Medizinalassistentenzeit (1973–1974) verbrachte Gerd Jungkunz an den Krankenhäusern in Ebermannstadt (Chirurgie) und Wolfratshausen (Innere Medizin und Chirurgie) sowie am bakteriologischen Institut der Technischen Universität München. Kurz nach seiner Approbation (1974) schloss er seine Promotion zum Dr. med. zum Thema Ein neuer Objektträger-Test zur Diagnose der Amerikanischen Trypanosomiasis (Chagas) mit der Bestnote summa cum laude ab (1975). Während seines Wehrdiensts war er Truppenarzt im Gebirgsfernmeldebataillon 8 in Murnau.
Von 1975 bis 1980 war er an der Psychiatrischen Klinik und Poliklinik der Universität München unter der Leitung des Direktors Hanns Hippius tätig. Es folgten weitere Weiterbildungen (u. a. an der Neurologischen Klinik der Universität München (Klinikum Großhardern), am Bezirkskrankenhaus Kaufbeuren und an der Neurologischen Klinik der Baur-Stiftung). 1982 wurde Gerd Jungkunz zum Oberarzt ernannt und war seit 1986 Facharzt für Psychiatrie, Psychotherapie und Neurologie. Im gleichen Jahr, 1986, wurde er als Ärztlicher Direktor an die psychiatrische Fachklinik Bezirkskrankenhaus Lohr (BKH Lohr) in Unterfranken berufen. Dort spielte er eine wichtige Rolle in der Umsetzung der Impulse der Psychiatriereform der siebziger Jahre, dessen Umsetzung in der Amtszeit des damaligen Ärztlichen Direktors Karl Kroiß begann und ihre vorläufige Vollendung unter Gerd Jungkunz fand. Unter der Federführung von Gerd Jungkunz konnte sich das Krankenhaus zum modernen Fachkrankenhaus weiterentwickeln. So war er für wesentliche strukturelle Änderungen im BKH Lohr verantwortlich (u. a. die Schaffung kleinerer Stationsbereiche oder die Abkehr von Schlafsälen mit bis zu 40 Patienten).
Im Dezember 1992 habilitierte er sich an der Julius-Maximilians-Universität Würzburg und bekam Anfang 1993 die venia legendi (Lehrbefugnis) für das Fachgebiet Psychiatrie. Außerdem war er seit dem Wintersemester 1993/1994 als Lehrbeauftragter an der Technische Hochschule Würzburg-Schweinfurt tätig. Nach langjähriger Tätigkeit als Dozent an der medizinischen Fakultät der Julius-Maximilians-Universität Würzburg wurde er 2001 durch den damaligen Präsident Theodor Berchem zum Professor ernannt. Als Wissenschaftler, Lehrbeauftragter und Autor ist Gerd Jungkunz national und international anerkannt.
Anlässlich seines Ruhestandes nach über 25 Jahren als Ärztlicher Direktor am BKH Lohr hielt Bezirkstagspräsident Erwin Dotzel die Laudatio und sprach anlässlich des „Ende der Ära Jungkunz“ von einer Zäsur für das BKH Lohr. Gerd Jungkunz prägte knapp ein Vierteljahrhundert (1986 - 2011) – und damit gleichbedeutend mit einem Viertel der Geschichte des Bezirkskrankenhaus Lohr (Bau und Eröffnung: Anfang der 1910er) – die Entwicklung des Krankenhauses. Sein Nachfolger wurde Dominikus Bönsch. Zum 100-jährigen Bestehen des Bezirkskrankenhaus Lohr im Jahr 2011 war Gerd Jungkunz einer der Redner auf dem Festakt und referierte zum Thema „Meine Geschichte mit der Psychiatrie“ über die Entwicklung dieser medizinischen Disziplin.

## Mitgliedschaften
In alphabetischer Reihenfolge:
- Alzheimer Gesellschaft Würzburg/Unterfranken (AGWU), (2. Vorsitzender)
- Arbeitsgemeinschaft für Neuropsychopharmakologie und Pharmakopsychiatrie (AGNP)
- Arbeitskreis der Leiter der öffentlich-rechtlichen psychiatrischen Krankenhäuser in der Bundesrepublik Deutschland (Bundesdirektorenkonferenz)
- Collegium Internationale Neuro-Psychopharmacologicum (CINP)
- Deutsche Gesellschaft für Biologische Psychiatrie (DGBP)
- Deutsche Gesellschaft für Psychiatrie, Psychotherapie und Nervenheilkunde (DGPPN)
- European College of Neuropsychopharmacology (ECNP)
- Fachausschuss Psychiatrie und Neurologie des Verbands der Bayerischen Bezirke
- Internationale Wernicke-Kleist-Leonhard Gesellschaft
- LEINREITER e. V.  – Förderverein für seelische Gesundheit (Mitglied des Fachbeirates)
- Planungs- und Koordinierungsausschuss zur Versorgung psychisch Kranker und Behinderter in Unterfranken (PLKA)
- Verband der Direktoren der Bayerischen Nervenkrankenhäuser (Bayerische Direktorenkonferenz –  BayDK)

## Werke
Gerd Jungkunz publizierte diverse Aufsätze in international renommierten Fachjournalen und schrieb mehrere Bücher (zusammen mehr als 100 Werke). Er wurde bereits über 1.000 Mal zitiert (Stand: 2025).

### Aufsätze (Auszug)
Nach Veröffentlichungsdatum (absteigend):
- Gsell, W., Jungkunz, G., & Riederer, P. (2004). Functional neurochemistry of Alzheimer's disease. Current pharmaceutical design, 10(3), 265-293.
- Jungkunz, G., Arnold, D., & Gsell, W. (2002). Wandel der Einstellung alkoholkranker Patienten zu einer rehabilitativen Entwöhnungsbehandlung während einer Entgiftungsbehandlung. Krankenhauspsychiatrie, 13(01), 20-26.
- Syagailo, Y. V., Stöber, G., Gräßle, M., Reimer, E., Knapp, M., Jungkunz, G., ... & Lesch, K. P. (2001). Association analysis of the functional monoamine oxidase A gene promoter polymorphism in psychiatric disorders. American journal of medical genetics, 105(2), 168-171.
- Jungkunz, G., Kuss, H. J., & Gsell, W. (2001). Long-term effects of tricyclic antidepressants on norepinephrine kinetics in humans. Journal of neural transmission, 108(3), 349-362.
- Wodarz, N., Rothenhöfer, C., Fischer, R., Stöber, G., Kiehl, B., Jungkunz, G., ... & Klein, H. E. (1998). Peripheral-type benzodiazepine receptors in diagnostic subtypes of schizophrenic patients. Psychiatry research, 81(3), 363-369.
- Jungkunz, G., & Wallner, A. (1996). Aufgaben psychiatrischer Pflege: Kommentar zur Aufgabenbeschreibung für die Krankenpflege laut Psychiatrie-Personalverordnung (PsychPV). Sommerberg-Verlag.
- Jungkunz, G. (1994). Die Bedeutung von Nortriptylin als Hauptmetabolit des Amitriptylin. In: Pflug, B. (eds) Differenzierte Therapie mit trizyklischen Antidepressiva. Springer, Berlin, Heidelberg
- Kuss, H. J., & Jungkunz, G. (1986). Nonlinear pharmacokinetics of chlorimipramine after infusion and oral administration in patients. Progress in neuro-psychopharmacology & biological psychiatry, 10(6), 739-748
- Jungkunz, G., Engel, R. R., King, U. G., & Kuss, H. J. (1983). Endogenous opiates increase pain tolerance after stress in humans. Psychiatry research, 8(1), 13-18.

### Bücher (Auszug)
Nach Veröffentlichungsdatum (absteigend):
- Albus M., Jungkunz G., Schmauss M. (2024). Prof. Hanns Hippius – ein Kliniker mit Leib und Seele. In: Hanns Hippius – Ein Gestalter der deutschen Nachkriegspsychiatrie. P. Falkai, N. Müller, R. Steinberg (Hrsg.), ecomed Medizin. Landsberg.
- Jungkunz, G. (2013). Strategien und Hintergründe der medikamentösen Depressionsbehandlung: Stellung des Amitriptylinoxids in der Reihe der Antidepressiva. Deutschland: Vieweg+Teubner Verlag.
- Jungkunz, G. (1996). Aufgaben psychiatrischer Pflege – Kommentar zur Aufgabenbeschreibung für die Krankenpflege laut Psychiatrie – Personalverordnung (PsychPV). Sommerberg Verlag. Lohr
- Jungkunz, G. (1993): Besonderheiten bei bestimmten Subtypen der endogenen Depressionen. In: Klinische Psychologie und Psychopathologie. Band: Therapie psychiatrischer Erkrankungen, H.J. Möller, (Hrsg.) Enke, Stuttgart.
- Jungkunz, G. (1993). Die Bedeutung von Nortriptylin als Hauptmetabolit von Amitriptylin. In: Differenzierte Therapie mit trizyklischen Antidepressiva. B. Pflug, (Hrsg.) Springer, Berlin, Heidelberg, New York, London, Paris, Tokyo, Hong Kong, Barcelona, Budapest.
- Jungkunz, G. (1989). Strategien und Hintergründe der medikamentösen Depressionsbehandlung. Vieweg, Braunschweig, Wiesbaden.
- Jungkunz, G. (1985). Betarezeptorenblocker in der Neurologie und Psychiatrie – Interdisziplinäre Bewertung. Hippius. H., Schettler, G. (Hrsg.), Zuckschwerdt, München-Bern-Wien.